# 용생구자
용생구자(龍生九子)란 중국 전설에 등장하는 동물로, 용이 낳았다는 아홉 자식을 가리킨다. 각각 그 모습과 성격이 다르며 그 성격에 맞는 장소에서 각자 활약하나 용은 되지 못했다고 한다. 이것을 "용생구자불성룡"(龍生九子不成龍)이라고 한다. 형제들이 성격이 다른 것을 가리킬 때 쓰이는 말이기도 하다.

## 용생구자
비희(贔屭)
성격 : 무거운 것을 짊어지는 걸 좋아한다.
거북을 닮은 용으로 비석 아래의 장식에 쓰인다. 거북은 수명이 길어 만지면 복이온다 전해진다.
이문(螭吻)
성격 : 높은 곳에서 먼 곳을 바라보는 걸 좋아한다.
무언가를 바라보고 삼키는 모습을 하고있고, 불을 끄는데 탁월한 능력이 있다 하여 건물의 용마루에 장식해 재앙을 막는다.
포뢰(蒲牢)
성격 : 소리 지르는 걸 좋아한다.
바다에 사는 용으로 소리를 내는 것을 좋아하여 종의 윗부분에 장식한다. 그리하면 종소리가 멀리 울려퍼진다고 한다.
폐안(狴犴)
성격 : 정의를 수호하는 걸 좋아한다.
정의를 지키는 것을 좋아하여 감옥이나 법정으로 들어가는 문에 새긴다. 이것은 범죄자들에게 위엄과 경외심을 가지게 한다.
도철(饕餮)
성격 : 먹고 마시는 걸 좋아 한다.
모습은 늑대를 닮았고, 악수(惡獸)로 불린다. 정이나 종에 모습을 새겨 넣어 식욕과 탐욕을 경계함에 쓰인다.
공복(蚣蝮)
성격 : 물을 좋아한다.
물을 가로지르는 다리의 기둥이나 아치 부분에 주로 조각을 새기며, 강을 따라 들어오는 악귀들을 막아준다고 한다.
애자(睚眦)
성격 : 죽이는 걸 좋아한다.
험상궂게 생긴 인상이 많으며, 주로 칼의 코등이나 자루, 창날 부분에 많이 새긴다. 관우가 지닌 청룡언월도에 새겨진 용도 바로 애자이다.
산예(狻猊)
성격 : 불과 연기를 좋아한다.
사자를 닮은 용이며, 향로에 새긴다. 또 앉는 것도 좋아하는데 절의 불좌에 앉아 있는 사자의 동상이 바로 산예이다.
초도(椒圖)
성격 : 닫기를 좋아한다.
개구리와 소라를 닮았다는 기이한 형상의 용으로 숨는 것을 좋아한다고 한다, 주로 문고리에 많이 장식한다.

## 사진

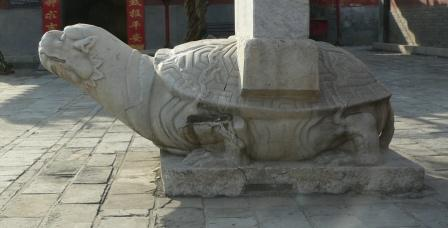
비희(贔屭)
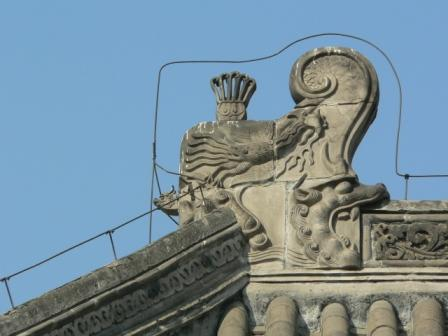
이문(螭吻)
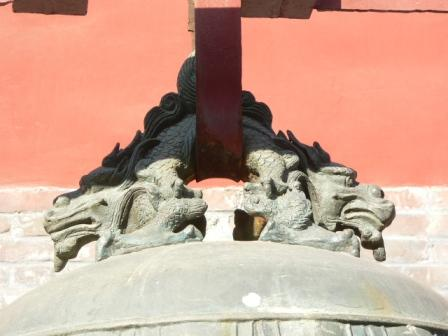
포뢰(蒲牢)
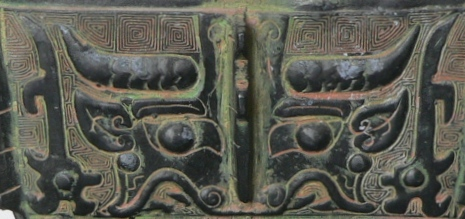
도철(饕餮)
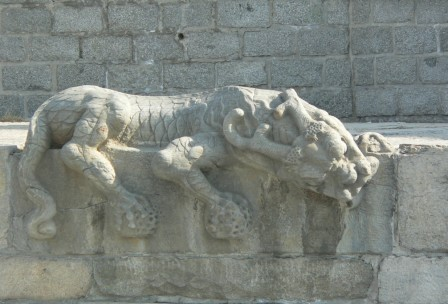
공복(蚣蝮)
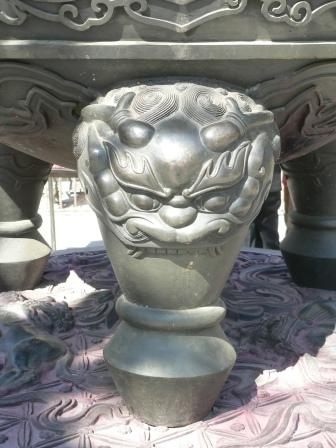
산예(狻猊)
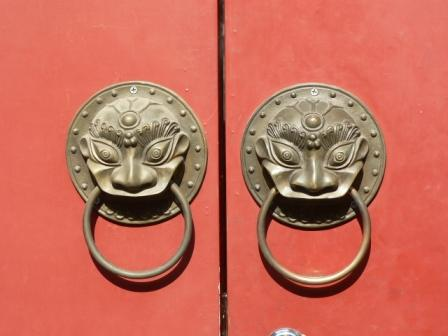
초도(椒圖)

## 같이 보기
- 중국 신화
- 용
- 용왕
- 이